# Centruroides stockwelli
Espèce
Centruroides stockwelli est une espèce de scorpions de la famille des Buthidae.

## Distribution
Cette espèce est endémique de Cuba. Elle se rencontre dans les provinces de Sancti Spíritus et de Cienfuegos.

## Description
Le mâle holotype mesure 64,9 mm, les mâles mesurent de 41,3 à 64,9 mm et les femelles de 43,3 à 51,7 mm.

## Étymologie
Cette espèce est nommée en l'honneur de Scott A. Stockwell.

## Publication originale
- Teruel, 2001 : « Tres nuevas especies de Centruroides (Scorpiones: Buthidae) de Cuba. » Revista Ibérica de Aracnología, no 3, p. 93-107 (texte intégral).